# Pascal Ribéreau-Gayon
Pascal Marie André Ribéreau-Gayon (* 4. Juni 1930 in Bordeaux; † 15. Mai 2011 ebenda) war einer der bedeutendsten französischen Önologen des 20. Jahrhunderts. Sein Werk „Traité d'Œnologie“ gilt als Standardwerk der französischen Önologie. Co-Autoren der sechsten Auflage des Werkes sind seine Schüler Denis Dubourdieu, Bernard Donèche und Aline Lonvaud.

## Leben
Ribéreau-Gayon wurde 1930 als Sohn des Universitätslehrers Jean Ribéreau-Gayon und Marie-Gabrielle geborene Vallantin-Dulac geboren. Sein Urgroßvater Ulysse Gayon war Assistent von Louis Pasteur. Nach dem Besuch des Lycée Michel-Montaigne in seiner Heimatstadt studierte er in Bordeaux und Paris, wo er ein Diplôme d’études supérieures spécialisées und einen Doktorgrad in Physik erwarb und anschließend sein Wissen an der University of Cambridge und der University of California, Davis vertiefte.
An der Universität Bordeaux war er zunächst ab 1952 Assistent an der station agronomique et œnologique de Bordeaux, wurde 1961 Chef de travaux und schließlich ab 1964 Maître de conférences. Seit 1969 arbeitete er als Professor an der Universität Victor Segalen Bordeaux II und schrieb rund um die Themen der Weinbereitung zahlreiche Bücher. Von 1976 bis 1997 war er dort Direktor, bevor er 1999 emeritiert wurde.
Sein Verdienst ist die wissenschaftlich begleitete Einführung moderner Techniken in Weinkellereien. Seine einfache Methode zur papierchromatographischen Analyse der Äpfelsäure im Wein ermöglicht es Praktikern, die Milchsäuregärung in den Kellern selbst zu überwachen. Seine Laborforschung galt insbesondere Enzymen im Traubenmost und Botrytis cinerea, sekundären Pflanzeninhaltsstoffe und einem Verfahren zur genetischen Unterscheideung zwischen Hybrid und Vitis-vinifera-Reben.
Pascal Ribéreau-Gayon war ab 1987 Mitglied des Institut national de l’origine et de la qualité, ab 1988 Präsident der Kommission zur Önologie der Internationalen Organisation für Rebe und Wein und ab 1989 Mitglied der Ständigen beratenden önologischen Kommission.

## Ehrungen
Am 9. Juni 1980 wurde er als korrespondierendes Mitglied der Académie des sciences in die Sektion Tier- und Pflanzenbiologie berufen. Ribéreau-Gayon erhielt die Médaille d'Or der Académie d'agriculture de France. Am 30. Dezember 1995 wurde Pascal Ribéreau-Gayon auf Empfehlung des Ministère de l'Éducation nationale zum Offizier der Ehrenlegion ernannt.

## Werke
- Traité d'Œnologie: Band 1, Microbiologie du vin, Vinifications
- Band 2, Chimie du vin, Stabilisation et traitements